# Lophophelma obtecta
Lophophelma obtecta là một loài bướm đêm trong họ Geometridae.